# Rotation en quatre dimensions
En mathématiques, les rotations en quatre dimensions (souvent appelées simplement rotations 4D) sont des transformations de l'espace euclidien {\displaystyle E^{4}}, généralisant la notion de rotation ordinaire dans l'espace usuel ; on les définit comme des isométries directes ayant un point fixe (qu'on peut prendre comme origine, identifiant les rotations aux rotations vectorielles) ;  le groupe de ces rotations est noté SO(4) : il est en effet isomorphe au groupe spécial orthogonal d'ordre 4.
Les propriétés des rotations 4D sont assez différentes de celles en trois dimensions ; en particulier, elle n'ont le plus souvent qu'un seul point fixe. Elles possèdent en revanche deux plans invariants orthogonaux, et peuvent toutes s'exprimer comme composées de deux rotations (dites simples) autour de ces deux plans.

## Propriétés géométriques

Projection stéréographique d'un tore de Clifford en simple rotation.

### Définitions et notations
Par analogie avec les rotations du plan (autour d'un point) et les rotations de l'espace (autour d'une droite), on pourrait vouloir définir les rotations de l'espace à quatre dimensions (ou rotations 4D) comme se faisant autour d'un plan ; une analyse plus abstraite de cette question amène à définir une rotation 4D comme une isométrie de cet espace laissant un point fixe ; utilisant ce point comme origine, on se ramène à l'étude des isométries vectorielles, encore appelées transformations unitaires. On montre alors que les rotations autour d'un plan ne sont que des cas très particuliers, appelés rotations simples.
Sauf précision contraire, les rotations de cet article sont toutes des rotations 4D. Les angles sont ramenés à l'intervalle {\displaystyle [0,\pi ]}, sauf lorsque le contexte justifie une exception. L'étude algébrique est faite systématiquement dans le cas vectoriel (autrement dit les rotations ont toujours au moins l'origine comme point fixe).
Un plan fixe est un plan (un sous-espace vectoriel ou affine de dimension 2) dont tous les vecteurs (respectivement les points) sont invariants dans la rotation. Un plan invariant est un plan dont tous les vecteurs restent dans le plan après la rotation.

### Rotations simples
R est une rotation simple si elle possède un plan fixe A ; on dit  que R est une rotation autour de A. Tout plan B orthogonal à A intersecte A en un point  unique P ; B est un plan invariant et la restriction de R à B est une rotation plane de centre P et d'un angle α ne dépendant pas de B ; on dit que R est la rotation d'angle α autour de A.

### Rotations doubles

Projection stéréographique d'un tesseract en double rotation.

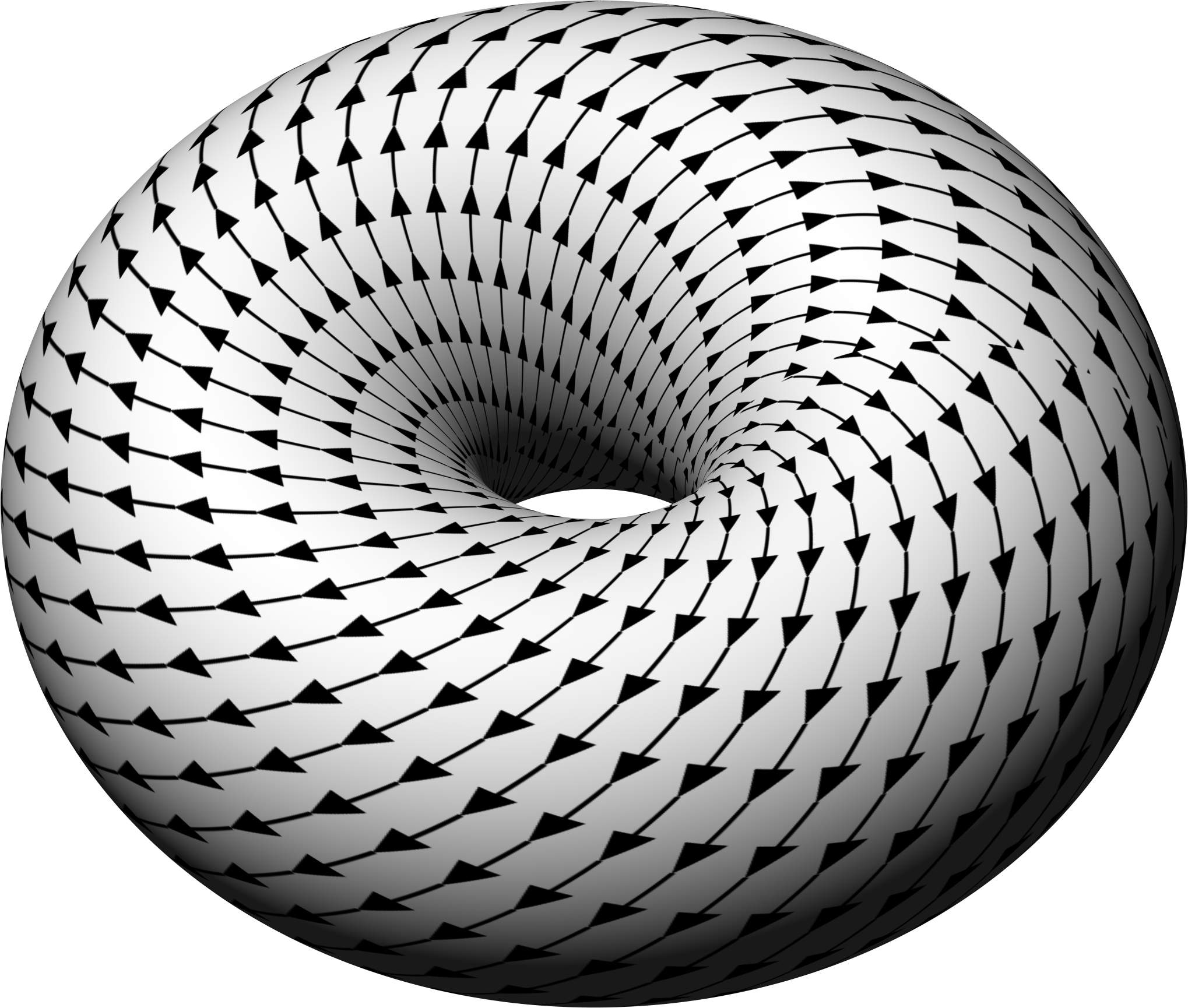
La projection stéréographique d'un tore de Clifford est un tore, et les orbites d'une double rotation décrivent des hélices s'enroulant sur ce tore. Si les deux angles de rotation sont dans un rapport rationnel, les orbites se referment ; en particulier, s'ils sont égaux (rotation isocline), chaque orbite est un cercle de Villarceau.

La plupart des rotations n'ont qu'un point fixe ; on dit que ce sont des rotations doubles. On démontre que pour toute rotation double R, il existe au moins un couple de plans orthogonaux A et B, passant par ce point, et invariants par R ; la restriction de R à ces plans est une rotation plane, 
Pour presque tous les R (l'ensemble de toutes les rotations, qui est de dimension 6, sauf un  sous-ensemble de dimension 3), les deux angles de ces rotations (α dans le plan A et β dans le plan B, supposés tous deux non nuls) sont distinct. Ces deux angles –π < α , β < π sont presque uniquement déterminés par R : supposant l'espace orienté, les orientations des deux plans A et B peuvent être choisies de deux façons différentes. L'expression « rotation double » est parfois réservée au cas α ≠ β, les rotations pour lesquelles α = β s'appelant des rotations isoclines. Si α ≠ β, il n'y a pas d'autres plans invariants que  A et B.
Chaque rotation double R peut s'écrire comme composée (dans n'importe quel ordre) d'une rotation (simple) d'angle α autour du plan B et d'une rotation d'angle β autour du plan A.

#### Rotations isoclines
Si α = β, on dit que R est une rotation isocline (ou parfois un déplacement de Clifford).  Toutes les demi-droites D issues de  O forment  alors un angle α avec leur image {\displaystyle R(D)}, et tous les plans engendrés par D et {\displaystyle R(D)} sont invariants (mais les autres plans ne le sont pas).
En orientant l'espace, on peut séparer les rotations isoclines en deux catégories, appelées rotations droites et rotations gauches. Informellement, pour tout couple de plans invariants orthogonaux, la rotation a lieu « dans le même sens » pour une rotation gauche, et « dans des sens opposés » pour une rotation droite. Plus rigoureusement, soit un repère direct OUXYZ (les quatre demi-droites OU, OX, OY, OZ étant donc deux à deux orthogonales) tel que OU et OX  (et donc également OY et OZ) engendrent un plan invariant. Il existe en fait quatre rotations isoclines d'angle α pour lesquelles ces plans sont invariants ; fixant l'orientation de l'espace et des plans, de telle sorte que les angles (OU, OX) et  (OY, OZ) soient positifs, les quatre rotations peuvent s'écrire R1 = (+α, +α), R2 = (−α, −α), R3 = (+α, −α) et R4 = (−α, +α). R1 et R2 sont inverses l'une de l'autre, comme R3 et R4. Choisissant α dans l'intervalle ]0 , π[, ces quatre rotations sont distinctes (l'angle α = 0 correspond à l'identité, l'angle α = π correspond à une symétrie centrale).
Les rotations R1 et R2 (correspondant à des angles de même signe) sont appelées des rotations gauches ;  les rotations  R3 et R4 sont des  rotations droites. Elles sont représentées respectivement par la multiplication à gauche et à droite (d'où leur nom) par des quaternions, comme expliqué ci-dessous.

## Propriétés algébriques

### Le groupe SO(4)
Le groupe des rotations est isomorphe au groupe SO(4) (le groupe spécial orthogonal en dimension 4); c'est un groupe de Lie compact, non commutatif, de dimension 6.
L'ensemble des rotations simples autour d'un plan donné est un sous-groupe commutatif de SO(4), isomorphe à SO(2) (le groupe des rotations vectorielles du plan) ; tous ces sous-groupes sont conjugués deux à deux, c'est-à-dire qu'il existe une rotation (et même une rotation simple) h telle que {\displaystyle G_{2}=hG_{1}h^{-1}}.
Plus généralement, chaque couple de plans orthogonaux définit un ensemble de rotations ayant ces plans comme plans invariants, qui sont des rotations doubles sauf si l'un des angles est nul ; cet ensemble est un sous-groupe commutatif de  SO(4) isomorphe à SO(2) × SO(2) ; là encore, tous ces sous-groupes sont conjugués deux à deux ; chacun d'eux est un tore maximal de SO(4).
L'ensemble des rotations isoclines gauches est un sous-groupe non commutatif de SO(4), noté S3
L, isomorphe au groupe multiplicatif S3 des quaternions unités. De même, les rotations isoclines droites forment un sous-groupe S3
R isomorphe à S3. S3
L et S3
R sont des sous-groupes maximaux de SO(4).
Chaque rotation gauche commute avec chaque rotation droite ; cela implique que le produit direct S3
L × S3
R a pour sous-groupes normaux S3
L et S3
R ; ce produit n'est cependant pas isomorphe à SO(4), ni à un de ses sous-groupes, car S3
L et S3
R ne sont pas disjoints : ils ont en commun, outre l'identité I, la symétrie centrale −I.
Toute rotation A est le produit de deux rotations isoclines  (respectivement gauche et droite) AL et AR, déterminées à symétrie centrale près (autrement dit, les seules solutions sont {\displaystyle A_{L}.A_{R}=A_{R}.A_{L}=(-A_{L}).(-A_{R})=A}). Ce résultat montre que S3
L × S3
R est le revêtement universel (en) de SO(4) — son unique revêtement double — et que S3
L et  S3
R sont des sous-groupes normaux de SO(4). L'identité I et la symétrie centrale −I forment un groupe d'ordre 2, C2, qui est le centre de SO(4) (ainsi que de  S3
L et S3
R) ; le groupe quotient de SO(4) par C2 est isomorphe à S3
L × S3
R, et donc à SO(3) × SO(3).
La topologie de SO(4) est la même que celle du groupe de Lie SO(3) × Spin(3) = SO(3) × SU(2), isomorphe à P3 × S3, où P3 est l'espace projectif de dimension 3 et S3 est la 3-sphère. Cependant, en tant que groupe de Lie, SO(4) n'est pas un produit direct de groupes de Lie, et n'est donc pas isomorphe à SO(3) × Spin(3) = SO(3) × SU(2).

### Propriétés particulières de SO(4)
La structure des groupes SO(n) dépend de n : si n est impair, le groupe est simple ; SO(2) est commutatif. Les groupes SO(2n) (avec n >1) contiennent la symétrie centrale −I, et ont pour centre C2 = {I, −I} ; pour n > 2 (donc à partir de SO(6)), ils sont presque simples, au sens où le groupe quotient SO(2n)/C2 est un groupe simple.
SO(4) est exceptionnel : les sous-groupes S3L et S3R (qui se généralisent à SO(2n), mais où les ensembles correspondants ne sont même pas des groupes) ne sont pas conjugués (mais ils le sont dans O(4), le groupe de toutes les isométries, en utilisant des symétries par rapport à un hyperplan), et donc ne sont pas des sous-groupes normaux.

### Décomposition isocline
Les éléments de SO(4) peuvent se représenter par la matrice représentant l'image, par la rotation, d'une base orthonormée dans cette même base ; on démontre que cette matrice est une matrice orthogonale de déterminant +1.
Partant de cette matrice,
{\displaystyle A={\begin{pmatrix}a_{00}&a_{01}&a_{02}&a_{03}\\a_{10}&a_{11}&a_{12}&a_{13}\\a_{20}&a_{21}&a_{22}&a_{23}\\a_{30}&a_{31}&a_{32}&a_{33}\\\end{pmatrix}}}
on peut construire deux matrices de rotations isoclines gauche et droite (vérifiant A=GD) de la manière suivante :
on détermine la matrice associée[réf. nécessaire]
{\displaystyle M={\frac {1}{4}}{\begin{pmatrix}a_{00}+a_{11}+a_{22}+a_{33}&+a_{10}-a_{01}-a_{32}+a_{23}&+a_{20}+a_{31}-a_{02}-a_{13}&+a_{30}-a_{21}+a_{12}-a_{03}\\a_{10}-a_{01}+a_{32}-a_{23}&-a_{00}-a_{11}+a_{22}+a_{33}&+a_{30}-a_{21}-a_{12}+a_{03}&-a_{20}-a_{31}-a_{02}-a_{13}\\a_{20}-a_{31}-a_{02}+a_{13}&-a_{30}-a_{21}-a_{12}-a_{03}&-a_{00}+a_{11}-a_{22}+a_{33}&+a_{10}+a_{01}-a_{32}-a_{23}\\a_{30}+a_{21}-a_{12}-a_{03}&+a_{20}-a_{31}+a_{02}-a_{13}&-a_{10}-a_{01}-a_{32}-a_{23}&-a_{00}+a_{11}+a_{22}-a_{33}\end{pmatrix}}}
M est de rang 1 et de norme euclidienne 1 (en tant que vecteur de {\displaystyle \mathbb {R} ^{16}}) si et seulement si  A est une matrice de rotation. Il existe alors des réels a, b, c, d et p, q, r, s tels que
{\displaystyle M={\begin{pmatrix}ap&aq&ar&as\\bp&bq&br&bs\\cp&cq&cr&cs\\dp&dq&dr&ds\end{pmatrix}}}
et
{\displaystyle (ap)^{2}+\cdots +(ds)^{2}=\left(a^{2}+b^{2}+c^{2}+d^{2}\right)\left(p^{2}+q^{2}+r^{2}+s^{2}\right)=1.}
Si on impose de plus que a2 + b2 + c2 + d2 = 1 et p2 + q2 + r2 + s2 = 1, ces réels sont uniques (au signe près).
On peut alors écrire
{\displaystyle {\begin{aligned}A&={\begin{pmatrix}ap-bq-cr-ds&-aq-bp+cs-dr&-ar-bs-cp+dq&-as+br-cq-dp\\bp+aq-dr+cs&-bq+ap+ds+cr&-br+as-dp-cq&-bs-ar-dq+cp\\cp+dq+ar-bs&-cq+dp-as-br&-cr+ds+ap+bq&-cs-dr+aq-bp\\dp-cq+br+as&-dq-cp-bs+ar&-dr-cs+bp-aq&-ds+cr+bq+ap\end{pmatrix}}\\&={\begin{pmatrix}a&-b&-c&-d\\b&\;\,\,a&-d&\;\,\,c\\c&\;\,\,d&\;\,\,a&-b\\d&-c&\;\,\,b&\;\,\,a\end{pmatrix}}{\begin{pmatrix}p&-q&-r&-s\\q&\;\,\,p&\;\,\,s&-r\\r&-s&\;\,\,p&\;\,\,q\\s&\;\,\,r&-q&\;\,\,p\end{pmatrix}}.\end{aligned}}}
Cette formule est due à Van Elfrinkhof (1897).

### Utilisation des quaternions
Les points (ou les vecteurs) de l'espace à quatre dimensions peuvent être représentés par leurs coordonnées cartésiennes (u, x, y, z) ; on peut donc les identifier au quaternion P = u + xi + yj + zk.
Avec cette convention, une rotation isocline gauche est représentée par la multiplication à gauche par un quaternion unité QL = a + bi + cj + dk :
{\displaystyle {\begin{pmatrix}u'\\x'\\y'\\z'\end{pmatrix}}={\begin{pmatrix}a&-b&-c&-d\\b&\;\,\,a&-d&\;\,\,c\\c&\;\,\,d&\;\,\,a&-b\\d&-c&\;\,\,b&\;\,\,a\end{pmatrix}}{\begin{pmatrix}u\\x\\y\\z\end{pmatrix}}}
De même, une rotation isocline droite est représentée par la multiplication à droite par un quaternion unité QR = p + qi + rj + sk :
{\displaystyle {\begin{pmatrix}u'\\x'\\y'\\z'\end{pmatrix}}={\begin{pmatrix}u\\x\\y\\z\end{pmatrix}}{\begin{pmatrix}p&-q&-r&-s\\q&\;\,\,p&\;\,\,s&-r\\r&-s&\;\,\,p&\;\,\,q\\s&\;\,\,r&-q&\;\,\,p\end{pmatrix}}.}
Dans le langage des quaternions, la formule de la section précédente s'écrit
{\displaystyle u'+x'i+y'j+z'k=(a+bi+cj+dk)(u+xi+yj+zk)(p+qi+rj+sk),}
ou, matriciellement,
{\displaystyle P'=Q_{\mathrm {L} }PQ_{\mathrm {R} }.\,}
Selon Felix Klein, cette formule était déjà connue de Cayley en 1854[réf. nécessaire].
Le produit des quaternions étant associatif, on a {\displaystyle P'=\left(Q_{\mathrm {L} }P\right)Q_{\mathrm {R} }=Q_{\mathrm {L} }\left(PQ_{\mathrm {R} }\right),\,} ce qui montre algébriquement que les rotations droites et gauches commutent.

### Valeurs propres des matrices de rotation
Les quatre valeurs propres d'une matrice de rotation forment en général deux couples de complexes conjugués, {\displaystyle e^{\pm i\alpha }} et {\displaystyle e^{\pm i\beta }}, où {\displaystyle \alpha } et {\displaystyle \beta } sont les deux angles de la rotation (les vecteurs propres correspondants engendrant les plans invariants A et B). Si l'une des valeurs propres est réelle, elle vaut 1 ou -1, et la rotation est simple, ou composée d'une rotation simple et d'une symétrie centrale. Dans le langage des quaternions, la rotation est simple si et seulement si les parties réelles des quaternions QL et QR sont égales.

### La formule d'Euler–Rodrigues
Interprétant l'espace ordinaire à 3 dimensions comme l'hyperplan  (0XYZ) de l'espace 4D, le groupe de rotations de cet espace, SO(3), s'identifie au sous-groupe de  SO(4) formé des matrices de la forme
{\displaystyle {\begin{pmatrix}1&\,\,0&\,\,0&\,\,0\\0&a_{11}&a_{12}&a_{13}\\0&a_{21}&a_{22}&a_{23}\\0&a_{31}&a_{32}&a_{33}\end{pmatrix}}.}
La formule de Van Elfrinkhof amène à p = a, q = −b, r = −c, s = −d, et en représentation par les quaternions, QR = QL′ = QL−1.La matrice de rotation 3D se réécrit alors : 
{\displaystyle {\begin{pmatrix}a_{11}&a_{12}&a_{13}\\a_{21}&a_{22}&a_{23}\\a_{31}&a_{32}&a_{33}\end{pmatrix}}={\begin{pmatrix}a^{2}+b^{2}-c^{2}-d^{2}&2(bc-ad)&2(bd+ac)\\2(bc+ad)&a^{2}-b^{2}+c^{2}-d^{2}&2(cd-ab)\\2(bd-ac)&2(cd+ab)&a^{2}-b^{2}-c^{2}+d^{2}\end{pmatrix}},}
représentation dite d'Euler–Rodrigues avec les paramètres a, b, c, d.
La formule correspondante pour les quaternions, P′ = QPQ−1, avec Q = QL, se développant en :
{\displaystyle x'i+y'j+z'k=(a+bi+cj+dk)(xi+yj+zk)(a-bi-cj-dk)},
est appelée formule de  Hamilton–Cayley.

### Coordonnées de Hopf
Les rotations en 3D sont plus facilement représentables en coordonnées sphériques (utilisant en particulier les angles d'Euler). Une représentation analogue des rotations 4D en coordonnées hypersphériques est possible, mais un système de coordonnées plus utile encore est le système des coordonnées de Hopf {ξ1, η, ξ2}, représentant les points de la 3-sphère par la donnée de trois angles : le point de la 3-sphère {\displaystyle (u,x,y,z)}, vérifiant  par conséquent u2 + x2 + y2 + z2 = 1, s'écrit :
{\displaystyle {\begin{aligned}u&=\cos \xi _{1}\sin \eta \\z&=\sin \xi _{1}\sin \eta \\x&=\cos \xi _{2}\cos \eta \\y&=\sin \xi _{2}\cos \eta \end{aligned}}}
Utilisant comme plans de coordonnées les deux plans invariants orthogonaux de la rotation, dans lesquels elle se réduit à deux rotations 2D d'angles α et  β, le point {ξ1, η0, ξ2} a pour nouvelles coordonnées {ξ1 + α, η0, ξ2 + β}.

## Visualisation des rotations

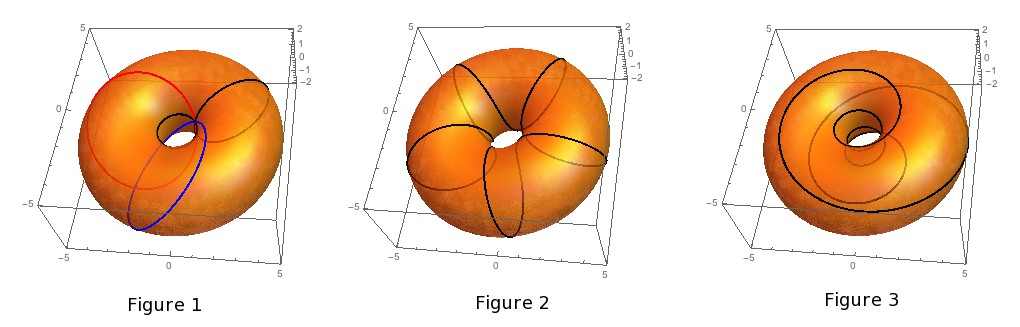
Trajectoires d'un point du tore de Clifford en projection stéréographique
Fig.1 : rotation simple (en noir) et rotations isoclines gauche et droite (en rouge et en bleu).
Fig.2 : rotation double avec les angles dans un rapport de 1 à 5.
Fig.3 : rotation double avec les angles dans un rapport de 5 à 1.

Les coordonnées de Hopf {ξ1, η, ξ2} paramètrent la 3-sphère. À η fixé, elles décrivent un tore paramétré par  ξ1 et ξ2, η = π/4 correspondant au cas particulier d'un  tore de Clifford  dans les plans xy et uz. La projection stéréographique de ce tore est un tore ordinaire de l'espace 3D ; la trajectoire d'un point de ce tore sous une rotation ayant les plans xy et uz invariant reste sur ce tore, ce qui permet une visualisation de cette rotation, comme montré à droite.

## Constructions des matrices de rotation
Plusieurs constructions peuvent être obtenues à partir de la formule de Rodrigues et de la formule de Cayley. Partant d'une matrice antisymétrique A, on peut l'écrire (de manière unique) {\displaystyle A=\theta _{1}A_{1}+\theta _{2}A_{2}}, où A1 et A2 sont des matrices antisymétriques telles que A1A2 = 0, A13 = −A1 et A23 = −A2, ∓θ1i and ∓θ2i étant les valeurs propres de A :
{\displaystyle A_{1}={\frac {{\theta _{2}}^{2}A+A^{3}}{\theta _{1}\left({\theta _{2}}^{2}-{\theta _{1}}^{2}\right)}}}
et
{\displaystyle A_{2}={\frac {{\theta _{1}}^{2}A+A^{3}}{\theta _{2}\left({\theta _{1}}^{2}-{\theta _{2}}^{2}\right)}}.}
Alors, {\displaystyle R=e^{A}=I+\sin \theta _{1}A_{1}+\left(1-\cos \theta _{1}\right){A_{1}}^{2}+\sin \theta _{2}A_{2}+\left(1-\cos \theta _{2}\right){A_{2}}^{2}} est une matrice de rotation de R4 (obtenue à l'aide de la formule de Rodrigues), ayant pour valeurs propres {\displaystyle \left\{e^{\theta _{1}i},e^{-\theta _{1}i},e^{\theta _{2}i},e^{-\theta _{2}i}\right\}.}
De même, {\displaystyle R=(I+A)(I-A)^{-1}=I+{\frac {2\theta _{1}}{1+{\theta _{1}}^{2}}}A_{1}+{\frac {2{\theta _{1}}^{2}}{1+{\theta _{1}}^{2}}}{A_{1}}^{2}+{\frac {2\theta _{2}}{1+{\theta _{2}}^{2}}}A_{2}+{\frac {2{\theta _{2}}^{2}}{1+{\theta _{2}}^{2}}}{A_{2}}^{2}} est une matrice de rotation de R4 (obtenue à l'aide de la formule de Cayley), ayant pour valeurs propres {\displaystyle \left\{{\frac {\left(1+\theta _{1}i\right)^{2}}{1+{\theta _{1}}^{2}}},{\frac {\left(1-\theta _{1}i\right)^{2}}{1+{\theta _{1}}^{2}}},{\frac {\left(1+\theta _{2}i\right)^{2}}{1+{\theta _{2}}^{2}}},{\frac {\left(1-\theta _{2}i\right)^{2}}{1+{\theta _{2}}^{2}}}\right\}.}
Une construction plus géométrique part de la diagonalisation de la rotation : si on se place dans une base orthonormée engendrant les plans invariants, la matrice de la rotation est 
{\displaystyle R={\begin{pmatrix}\cos \alpha &-\sin \alpha &\,\,0&\,\,0\\\sin \alpha &\cos \alpha &\,\,0&\,\,0\\\,\,0&\,\,0&\cos \beta &-\sin \beta \\\,\,0&\,\,0&\sin \beta &\cos \beta \end{pmatrix}}.} Utilisant alors la matrice de passage {\displaystyle P} exprimant les vecteurs de la base choisie dans la base canonique, on a (d'après la formule de changement de base) A = PRP−1.